# Sulmtaler
Sulmtaler er en hårdfør hvedefarvet hønserace fra Østrig. Den holdes mest for æggenes og kødets skyld. Hanen vejer mellem 3-3,5 kg og hønen mellem 2,5 og 3,5 kg. Hønerne ruger ikke, de lægger mellem 150-160 cremefarvede æg af 55 g om året. Der findes også en dværgform af Sulmtalerne.

## Navn
Navnet Sulmtaler kommer fra dalen Sulm i Østrig.

## Oprindelse
Racen er en landrace som opstod omkring år 1900 i Steiermark i Østrig. Man havde dem i regionen mellem Graz og Maribor, mere præcist Sulm engen. I mellemkrigsårene spredtes racen også til Tyskland. 